# Rouvvivärri
Rouvvivärri är en kulle i Finland.   Den ligger i den ekonomiska regionen Norra Lappland och landskapet Lappland, i den norra delen av landet, 1 000 km norr om huvudstaden Helsingfors. Toppen på Rouvvivärri är 352 meter över havet.
Terrängen runt Rouvvivärri är huvudsakligen platt.  Trakten runt Rouvvivärri är nära nog obefolkad, med mindre än två invånare per kvadratkilometer. Det finns inga samhällen i närheten. Omgivningarna runt Rouvvivärri är i huvudsak ett öppet busklandskap.